# 上海福寿园海港陵园
上海福寿园海港陵园（简称福寿园海港陵园）是中華人民共和國上海市浦东新区书院镇杞青路1717号的一座公墓。

## 历史
由上海临港书院经济发展有限公司、上海福寿园实业发展有限公司、光明食品集团上海东海总公司三方投资组建，上海南院实业发展有限公司经营，占地面积3.3万平方米，规划安葬10万具骨灰，于2007年11月16日正式开园，2015年获頒上海市一级公墓。

## 名人墓葬
- 叶企孙，中国物理学家
- 冯奇，中国演员
- 杨可扬，中国版画画家
- 邵克萍，中国版画画家
- 傅雷，中国翻译家
- 熊大缜，地雷战之父